# Subsaltusaphis canadensis
Subsaltusaphis canadensis är en insektsart som beskrevs av Richards 1971. Subsaltusaphis canadensis ingår i släktet Subsaltusaphis och familjen långrörsbladlöss. Inga underarter finns listade i Catalogue of Life.